# Бродки (Мазовецкое воеводство)
Бродки (пол. Brodki) — деревня в Польше, расположенная в Мазовецком воеводстве, в Седлецком повете, в гмине Водыне.

## География
Расположена примерно в 3 км к западу от Водыне, в 27 км к юго-западу от Седльце и в 67 км к востоку от Варшавы.

## История
В 1975—1998 годах административно принадлежала к Седлецкому воеводству. Верующие Римско-католической церкви принадлежат к приходу Святых Петра и Павла в Водыни.
Во второй половине XVI века в Гарволинском повете Черской земле Мазовецкого воеводства упоминается как поселение шляхты.

## Население
По данным переписи населения и жилищного фонда 2011 года, население деревни составляет 106 человек.

## Галерея

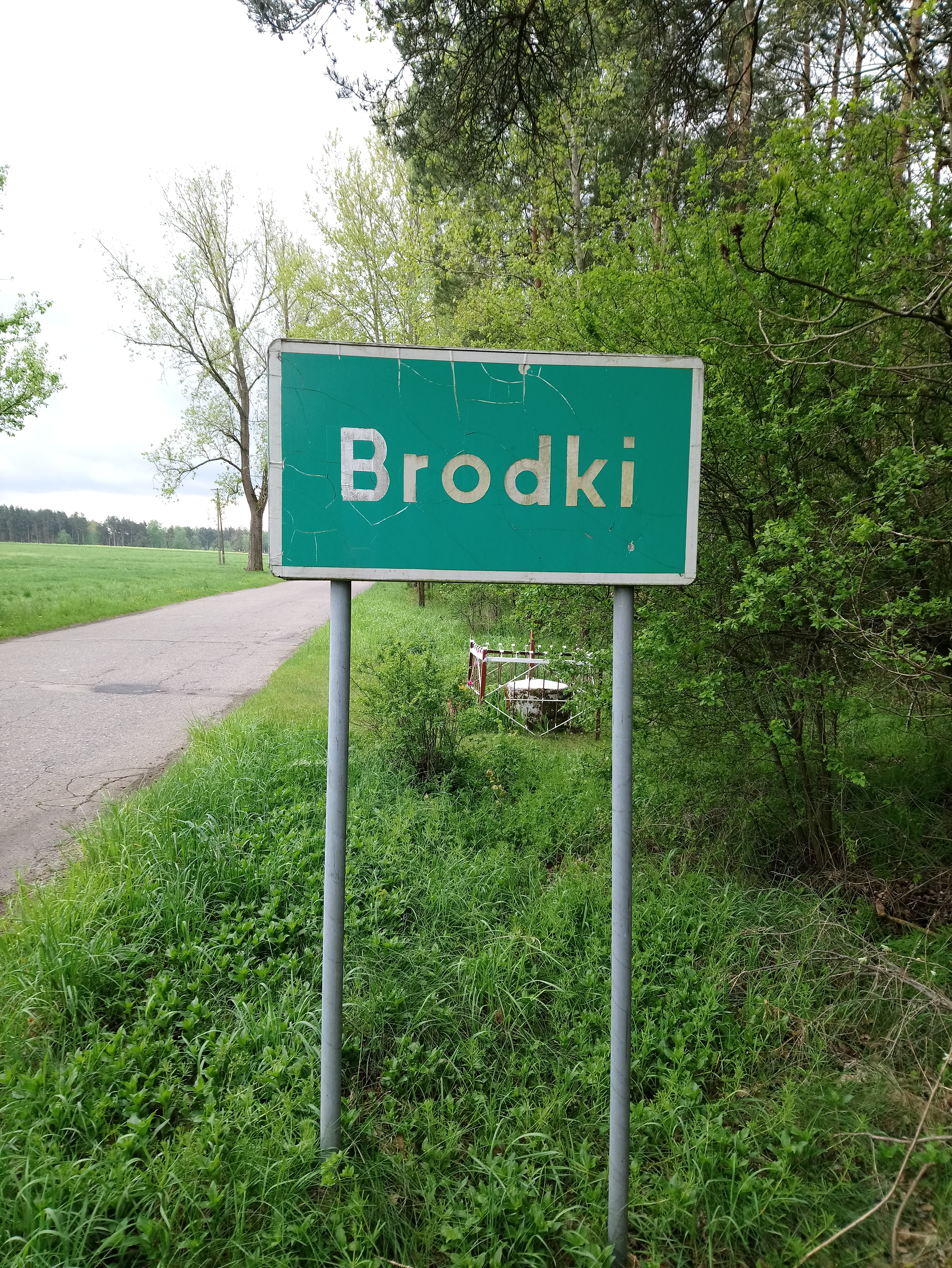
Въезд в деревню
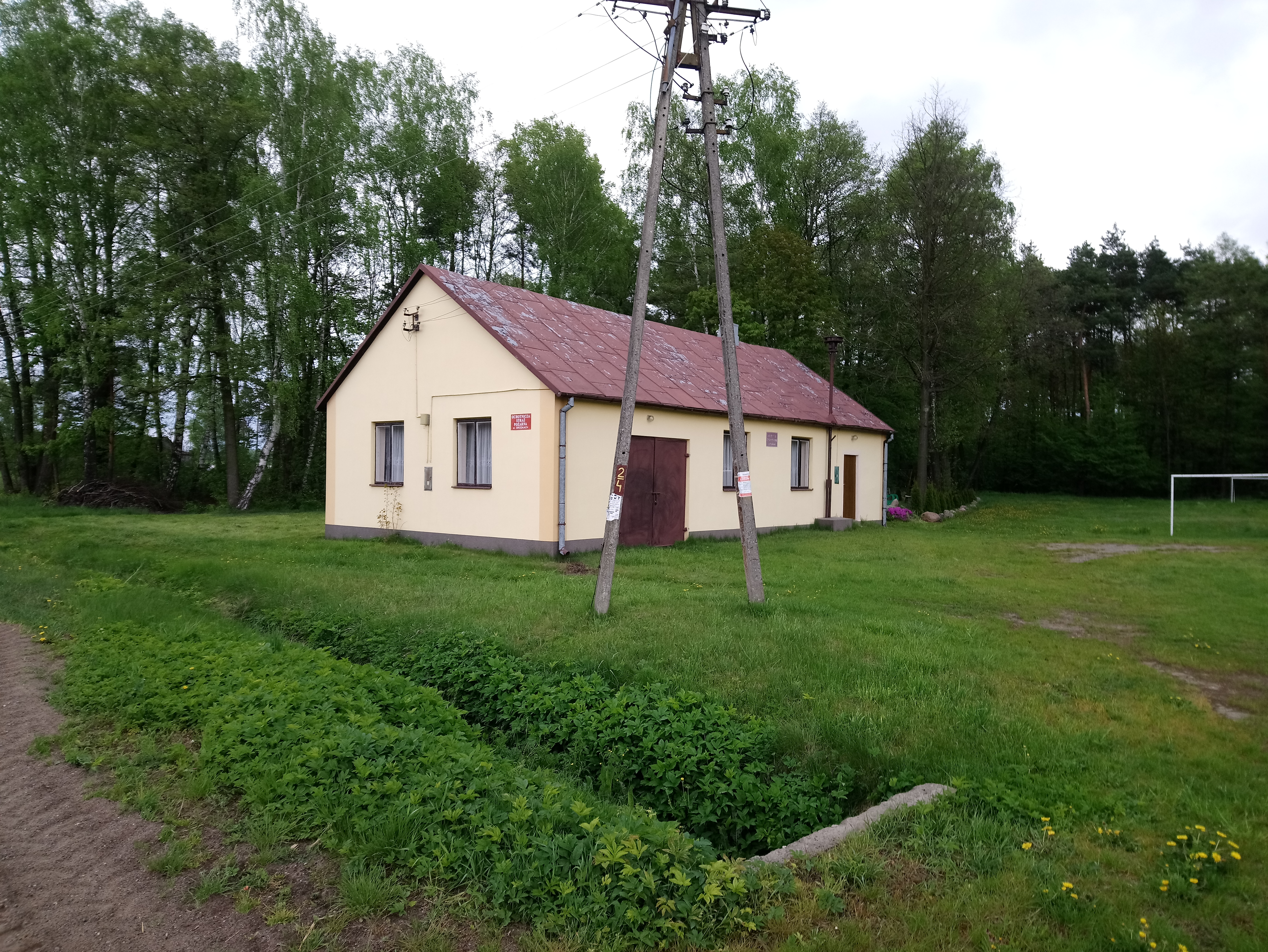
добровольная пожарная дружина
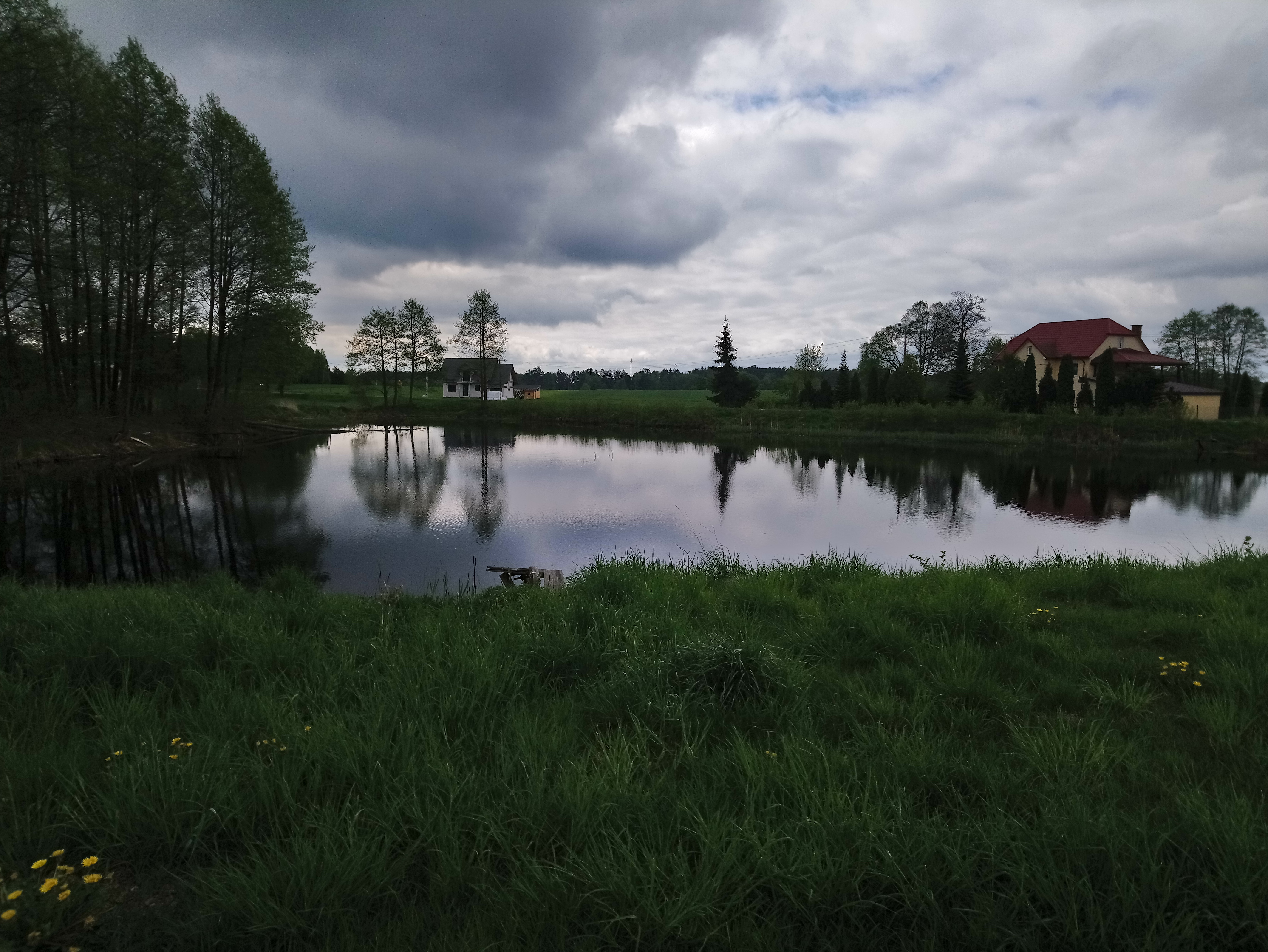
вид на пруд
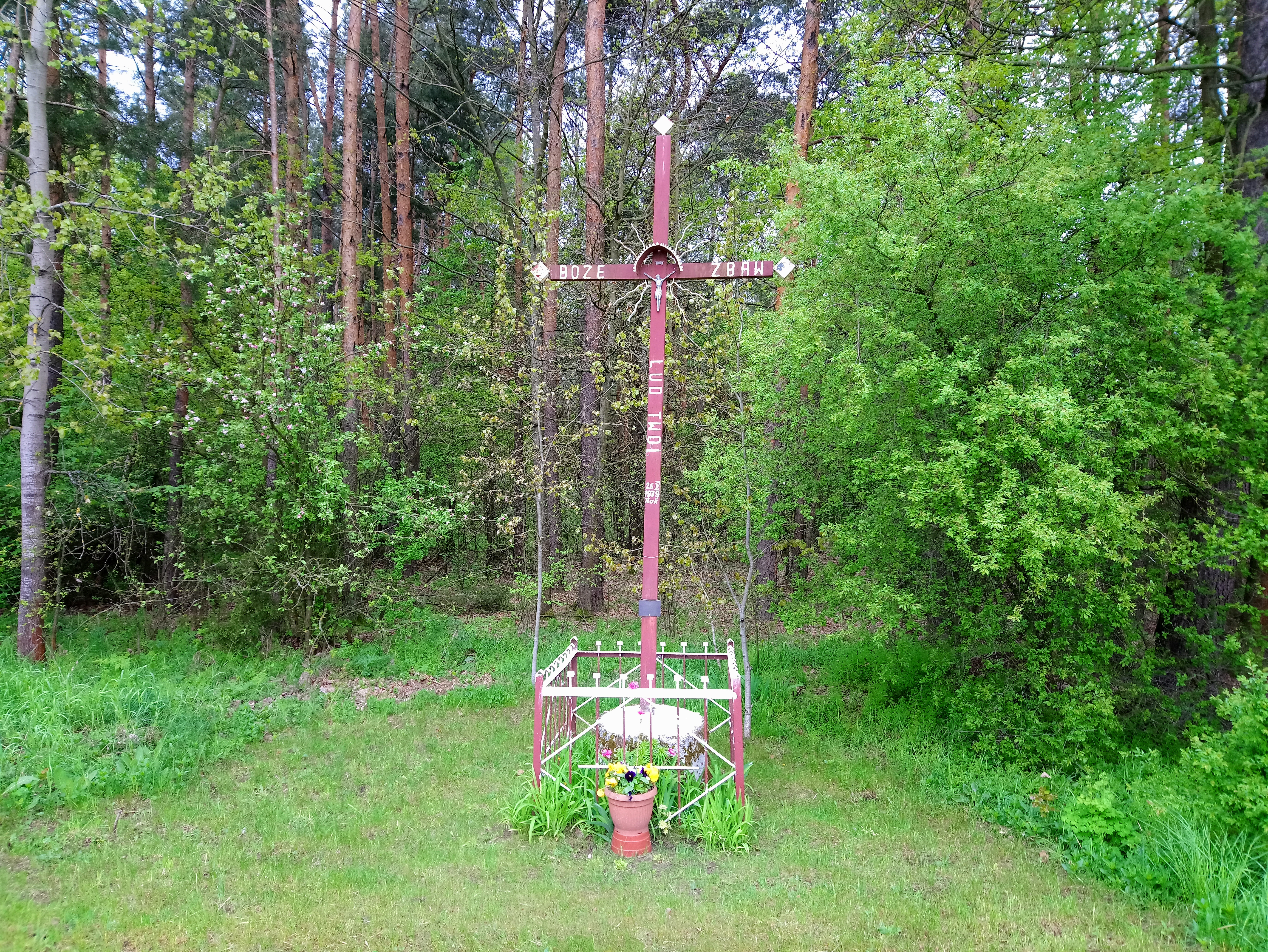
Придорожный крест
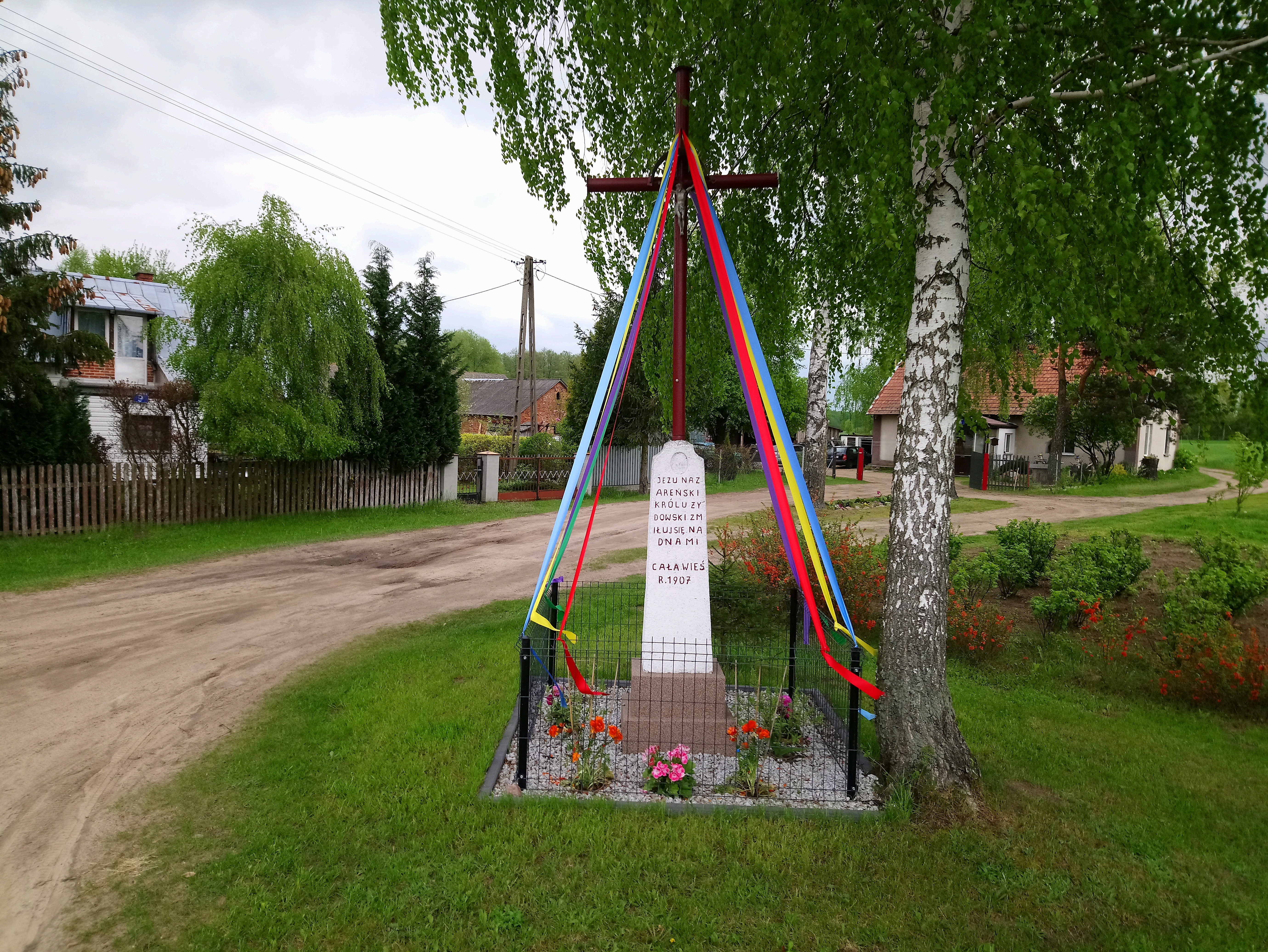
Памятник
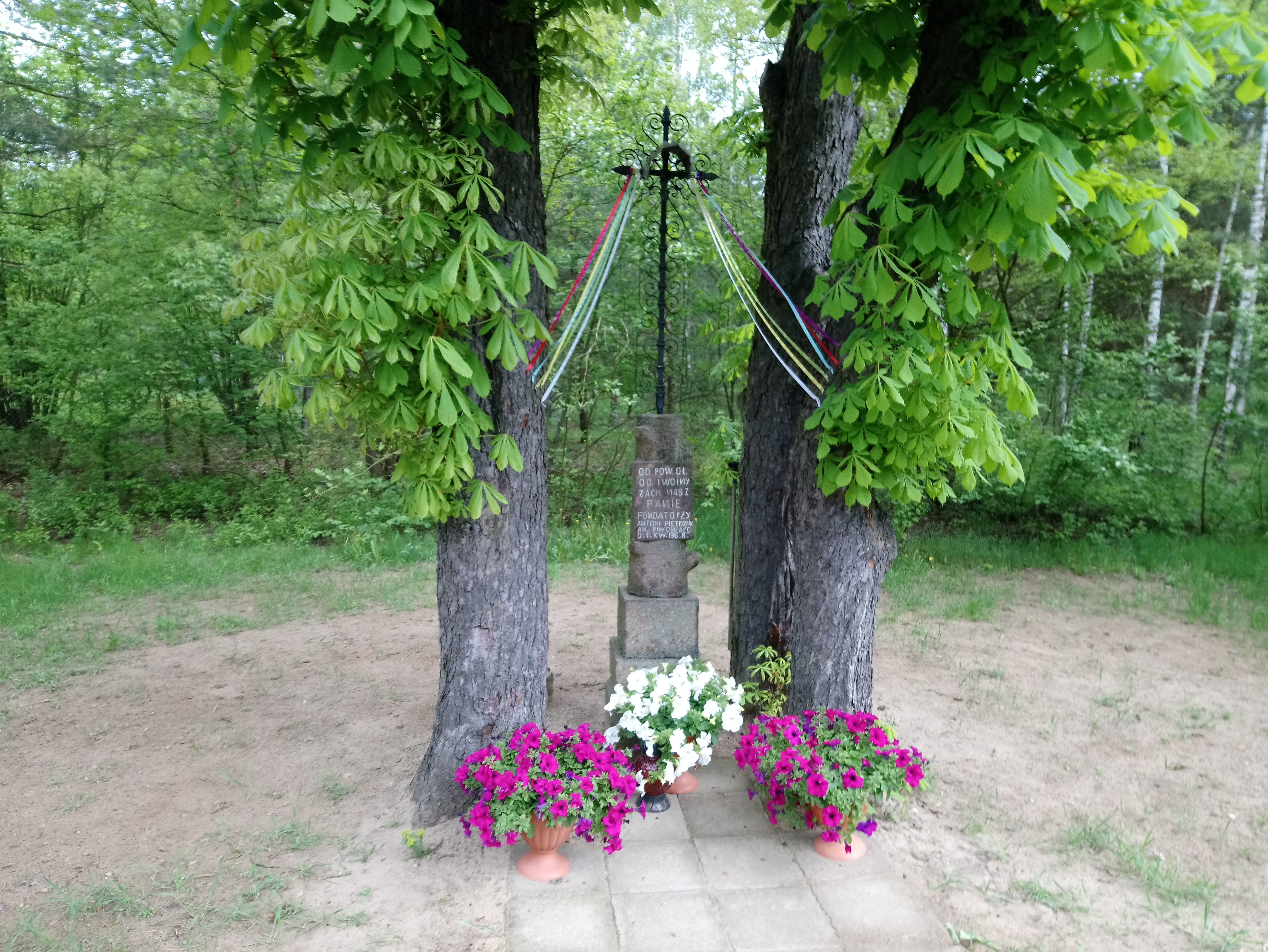
Памятник
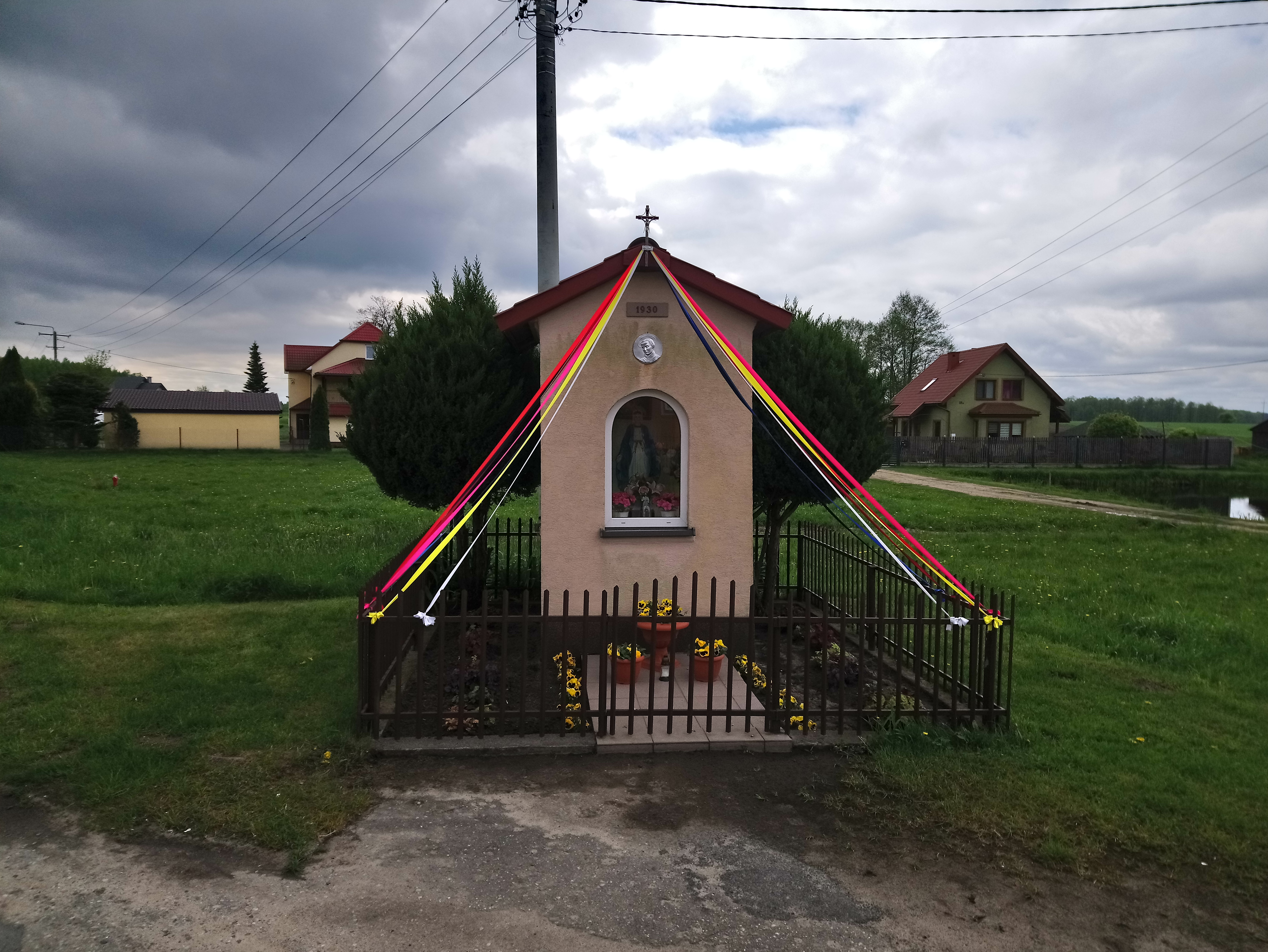
Придорожная часовенка
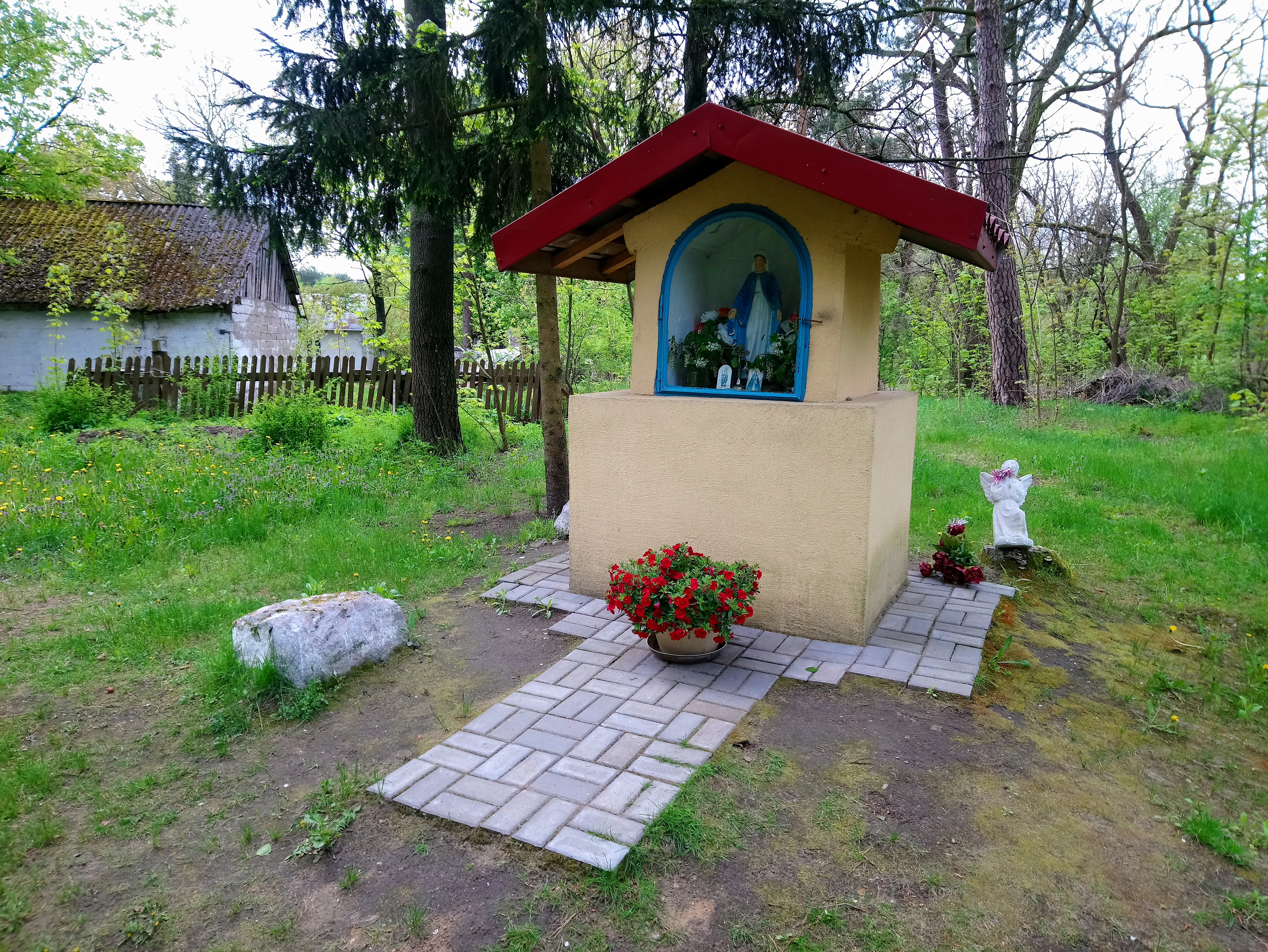
Придорожная часовенка
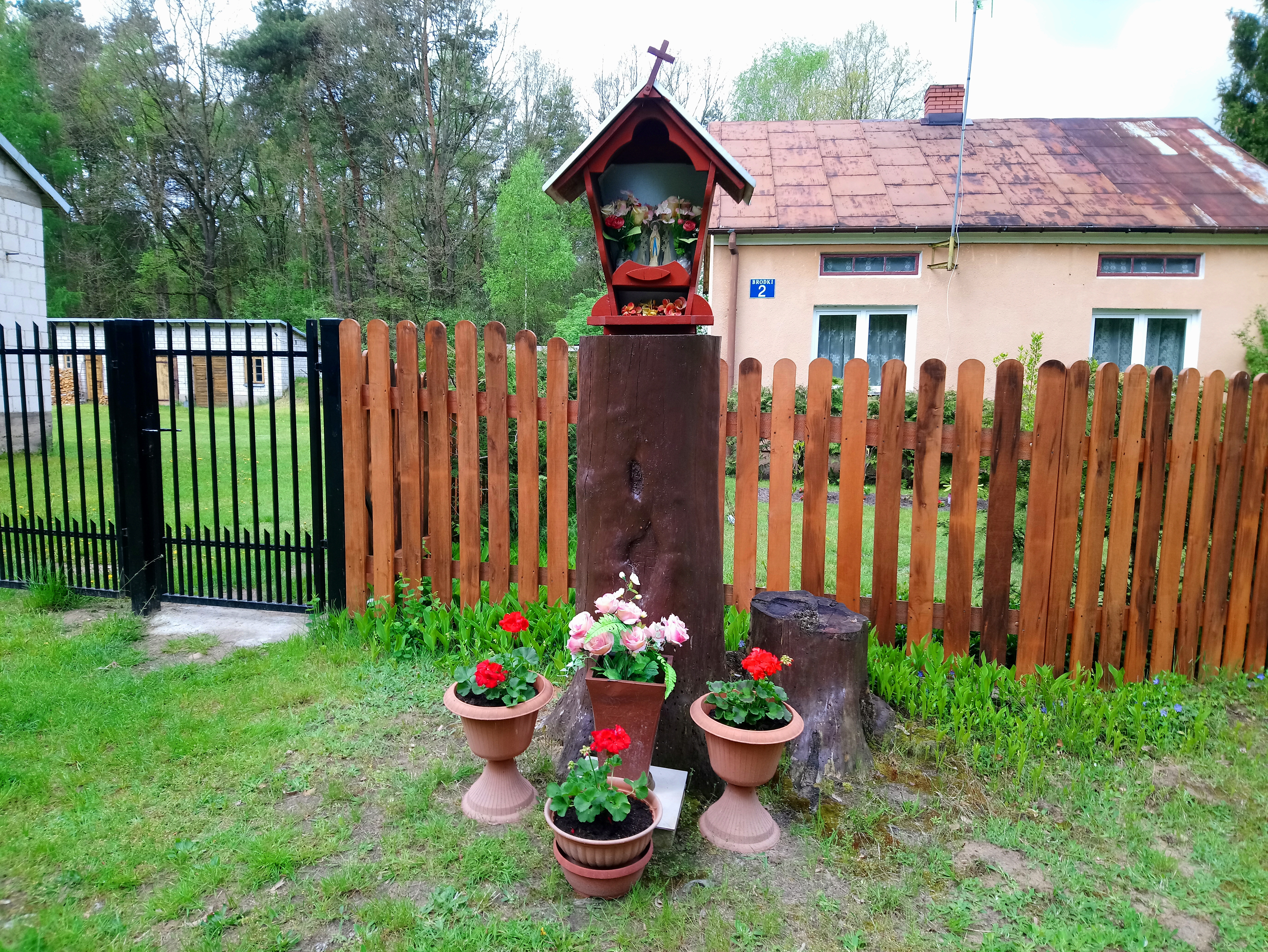
Придорожная часовенка
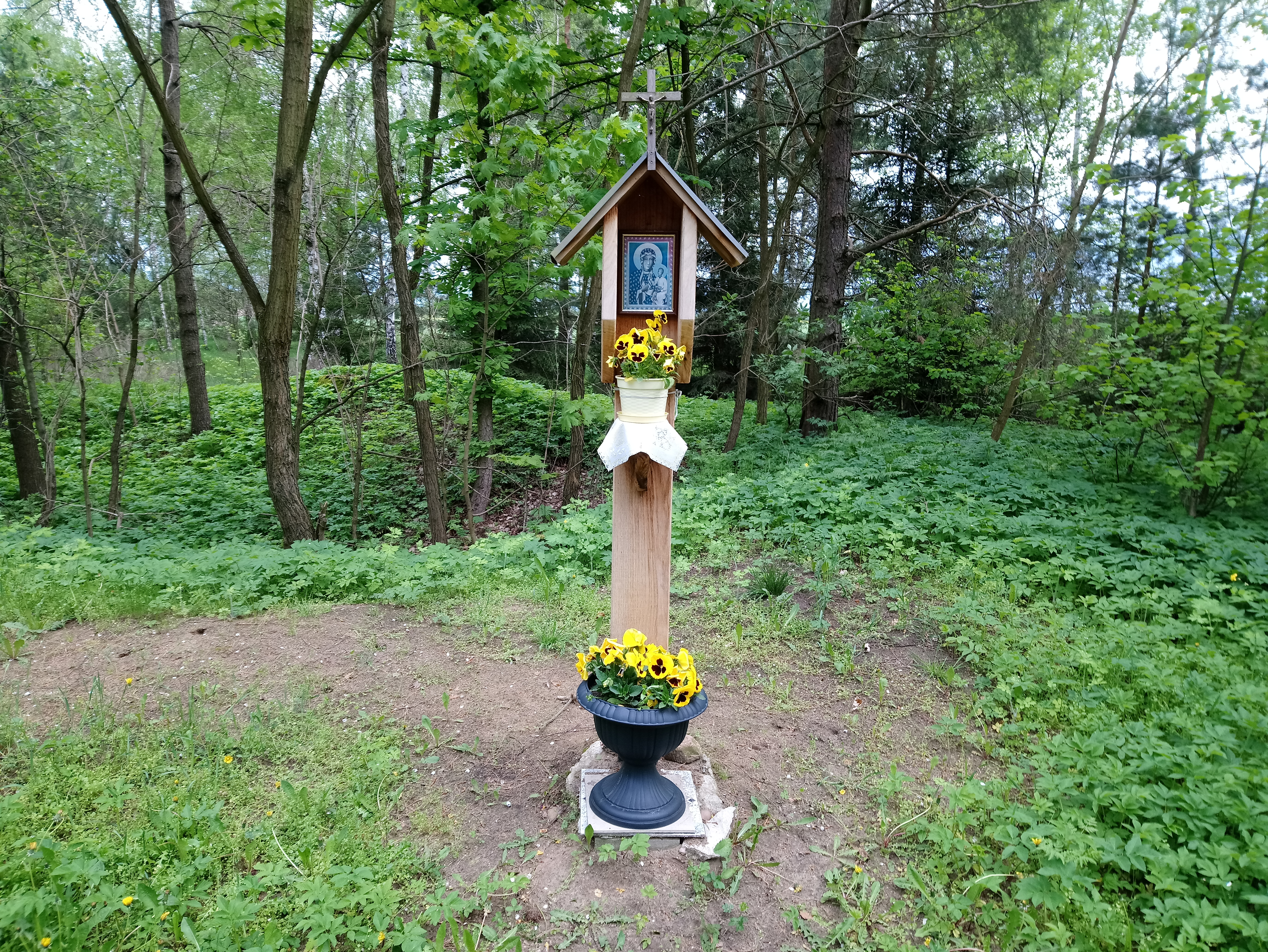
Придорожная часовенка